# Astragalus minthorniae
Astragalus minthorniae là một loài thực vật có hoa trong họ Đậu. Loài này được (Rydb.) Jeps. miêu tả khoa học đầu tiên.

## Hình ảnh

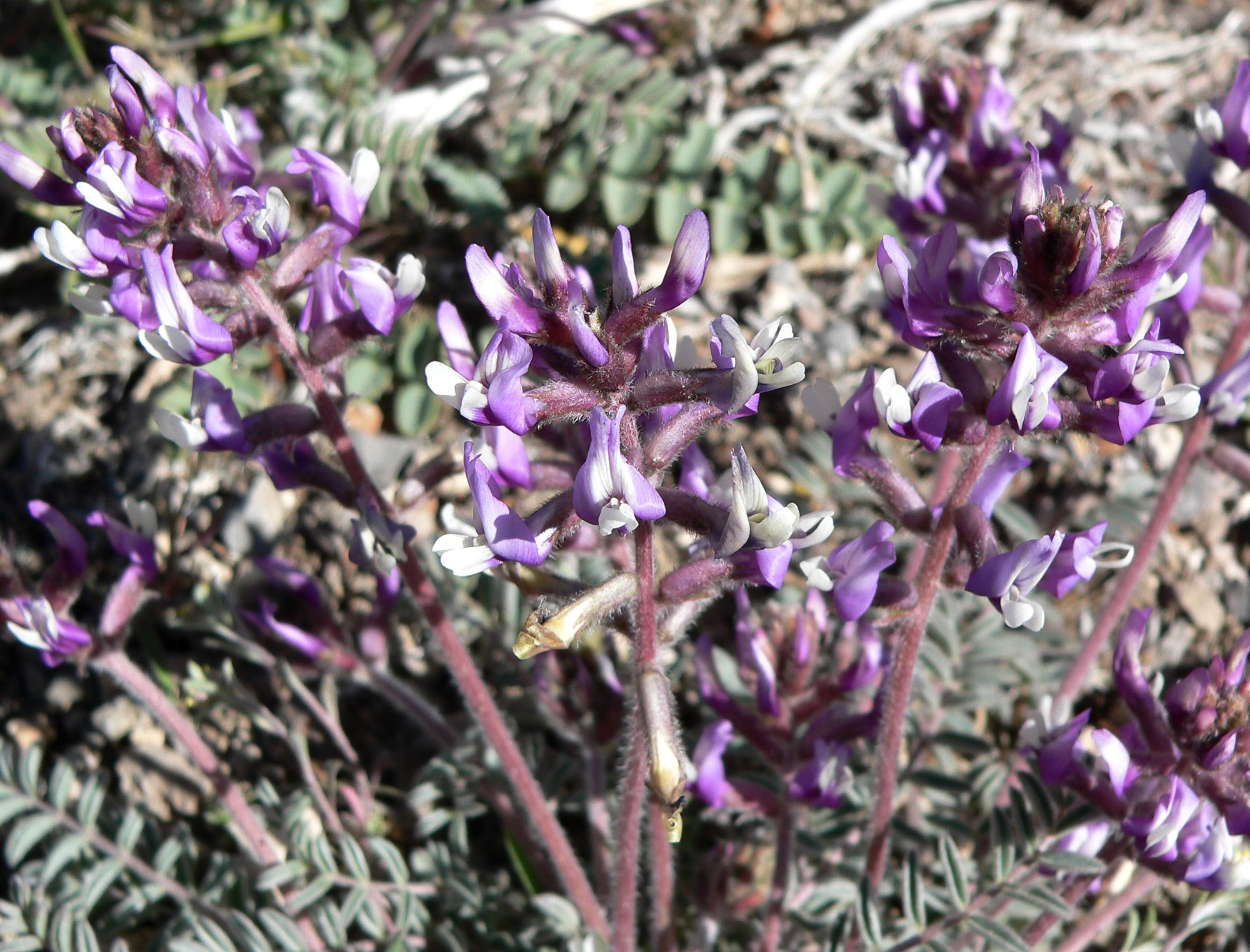
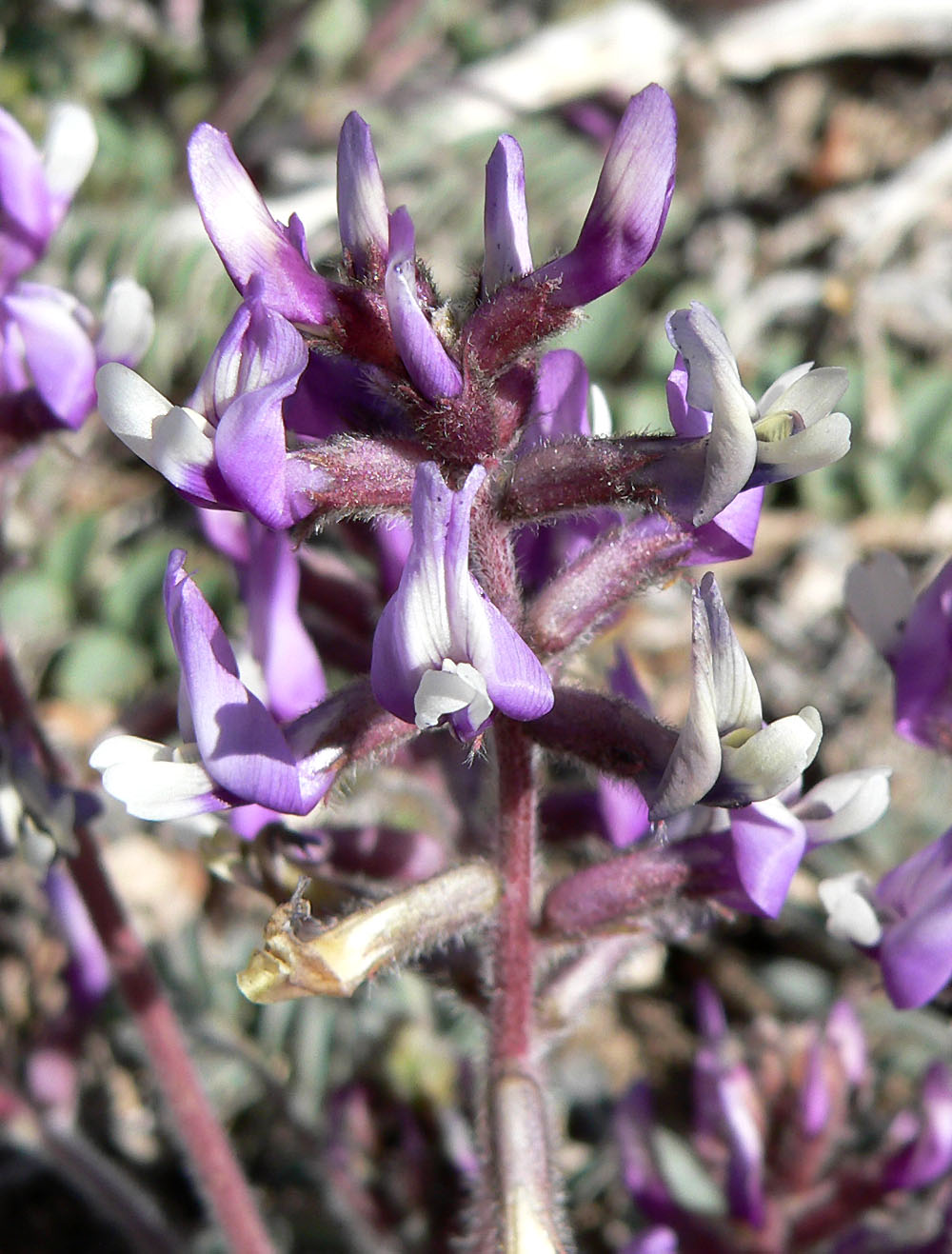
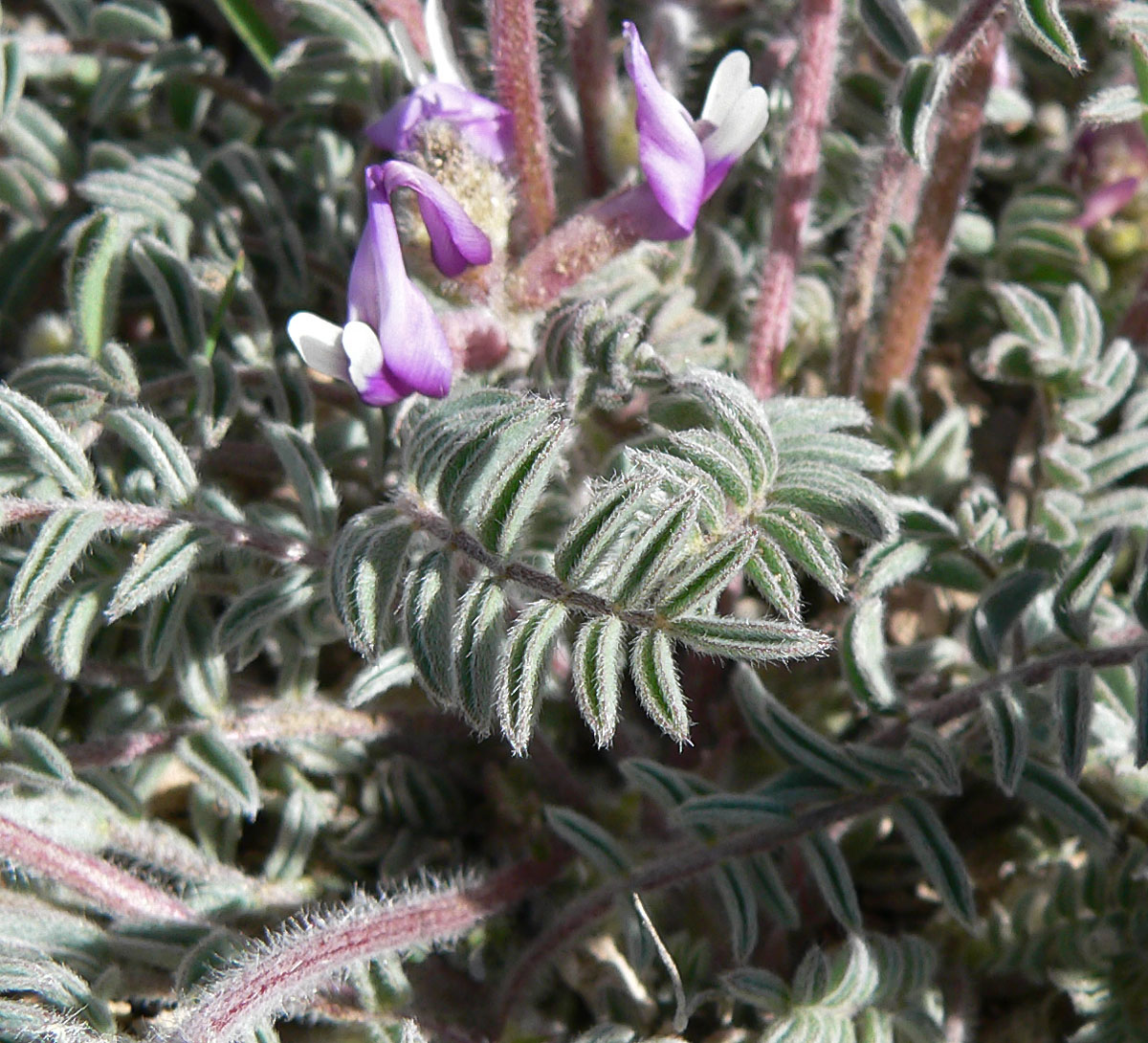
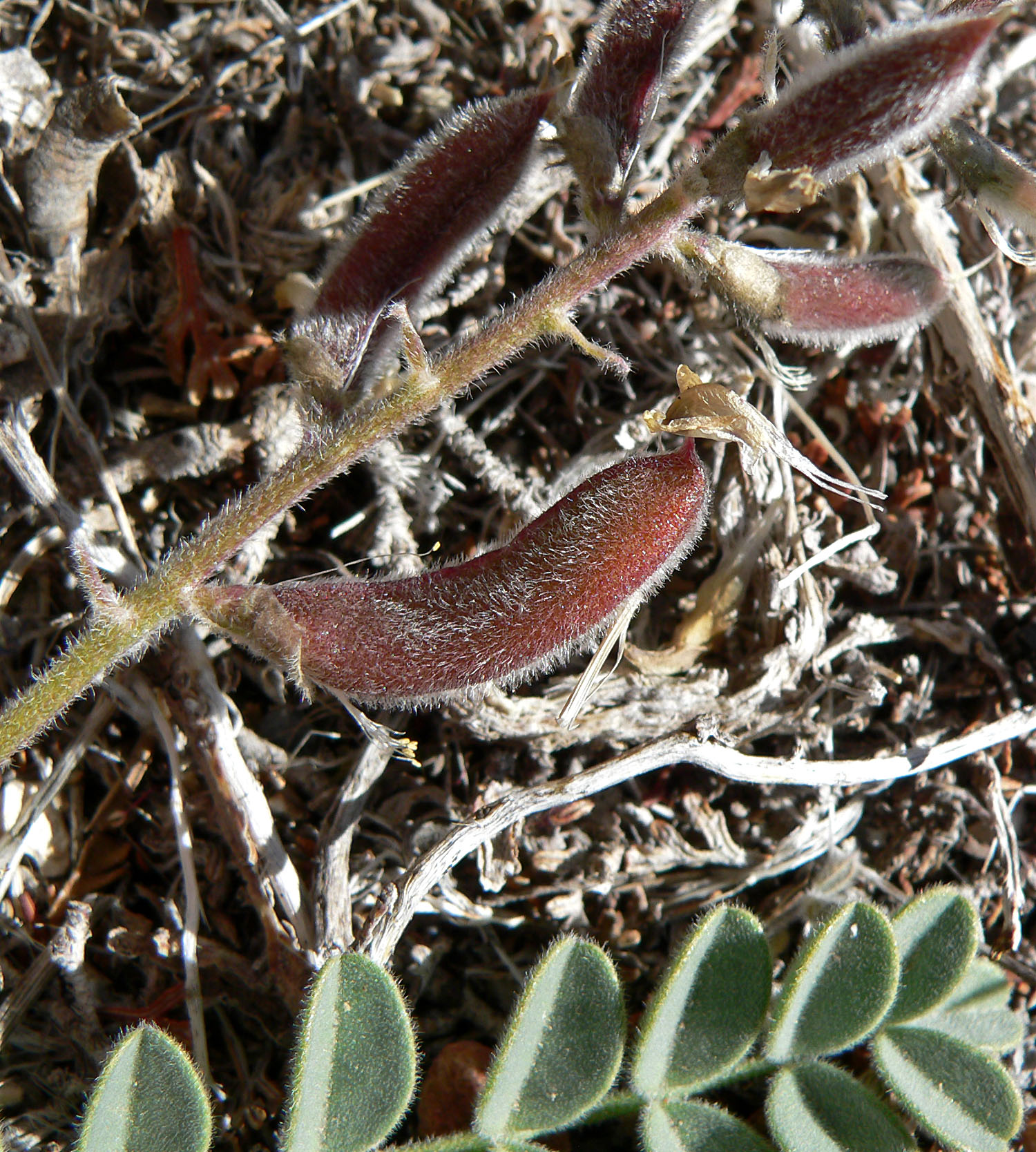